# Nithard
Nithard (* um 795; † 845) war ein fränkischer Geschichtsschreiber. Seine Historiae stellen eine wichtige Quelle für das Frankenreich im frühen 9. Jahrhundert dar.

## Leben und Werk
Nithard war der uneheliche Sohn von Angilbert und Bertha, einer Tochter Karls des Großen. Über sein Leben ist nur wenig bekannt. Er nahm aktiv an den Bruderkämpfen der Karolinger teil und war ein Anhänger Karls des Kahlen. Er fiel im Kampf gegen die Normannen.
Im Auftrag Karls des Kahlen verfasste er ein lateinisches Geschichtswerk, das üblicherweise als Historiae („Historien“) oder als Historiarum Libri IV („4 Bücher Geschichten“) bezeichnet wird. Darin schilderte Nithard die Zeit vom Tod Karls des Großen (814) bis in das Jahr 843. Der Schwerpunkt der Darstellung liegt auf der Zeitgeschichte; während das erste Buch die Zeit bis 840 behandelt, sind die Bücher zwei bis vier den drei Jahren bis 843 gewidmet. Leitthema der Historiae sind die karolingischen Bruderkämpfe, für die Nithards Werk mit die wichtigste Quelle darstellt. Obwohl Nithard – der als einer der wenigen frühmittelalterlichen Geschichtsschreiber kein Geistlicher, sondern Laie war – zugunsten Karls des Kahlen Partei ergriff, beinhalten die Historiae sehr wertvolles Material. So überliefert Nithard den Inhalt der Straßburger Eide; auch ansonsten bietet sein Werk sehr wichtige Informationen, die teilweise nirgendwo anders überliefert sind. Allerdings ist eine pessimistische Grundhaltung aufgrund des von Nithard erkannten Niedergangs des Karolingerreichs erkennbar. Er äußert wiederholt seine Missstimmung über die Lage des Reiches und blickt daher recht wehmütig auf die Zeit Karls des Großen zurück.
Teilweise liegen Übereinstimmungen zwischen Nithard und dem Werk des sogenannten Astronomus vor. Ob dieser von Nithard abhängig ist oder umgekehrt oder beide einer gemeinsamen Quelle folgten, ist in der Forschung umstritten.
Die Historiae sind nur in einer Handschrift aus dem 10./11. Jahrhundert überliefert (Paris, BN lat. 9768).

## Ausgaben und Übersetzungen
- Reinhold Rau (Hrsg.): Quellen zur Karolingischen Reichsgeschichte. 1. Teil: Die Reichsannalen. Einhard, Leben Karls des Großen. Zwei „Leben“ Ludwigs. Nithard, Geschichten. Wissenschaftliche Buchgesellschaft, Darmstadt 1955, S. 383ff.
- Nithards vier Bücher Geschichten. Nach der Ausgabe der Monumenta Germaniae übersetzt von Julius von Jasmund. Dritte, neubearbeitete Auflage von Wilhelm Wattenbach. Verlag der Dyk’schen Buchhandlung, Leipzig 1889. [nur mit einer (älteren) Übersetzung]